# Takenobu Mitsuyoshi
Takenobu Mitsuyoshi (光吉猛修, Mitsuyoshi Takenobu), né le 12 décembre 1967 est un compositeur japonais de musique de jeu vidéo. Il a composé la bande son pour différents jeux produits par Sega, y compris Daytona USA, Virtua Fighter 2 et Shenmue.
Takenobu Mitsuyoshi a commencé sa carrière dans le domaine de la création sonore. Il a rejoint l'équipe de Sega en 1990 qui lui a permis de créer de la musique dans son format préféré et lui a également offert la possibilité de faire partie de la célèbre S.S.T. Band (Sega Sound Team), qui créa les musiques des jeux d'arcade de la firme.
Par la suite, Mitsuyoshi a poursuivi son parcours musical avec Sega et compose en 1999 la bande sonore du jeu Shenmue puis Shenmue II deux ans plus tard.